# Roberto Brambilla
Roberto Brambilla (30 de octubre de 1975) es un compositor italiano de música clásica contemporánea.

## Vida
Nació en Livorno, Italia, y música estudiada en el "Conservatorio G. Verdi" En Milán con Alessandro Solbiati. Ha mejorado sus estudios en la clase magistral internacional diferente dada por Sir Peter Maxwell Davies, Alessandro Melchiorre, Alessandro Solbiati y Alvise Vidolin. Sus trabajos ha sido actuados en festivales notables en Italia, Austria, Bélgica, Bulgaria, Canadá, Dinamarca, Estonia, Francia, Alemania, Grecia, Inglaterra, Holanda, Polonia, Portugal, España, Suiza y EE. UU. por intérpretes importantes, y está retransmitido en RAI y en muchas otras radios.  Está publicado por BAM Internacional, TEM y Warner/Chappell música.

## Sobre la música
Su estética destaca una investigación de sonido y sonido, que también utiliza medios electrónicos, como para resaltar los micromundos del timbre de la "moment form". Algunos ejemplos son el guante creado para modificar los sonidos del piano en su Memoriam VII y el uso de instrumentos modernos utilizados para modificar el timbre de los instrumentos clásicos en varias obras de su repertorio.

## Premios
- 2004 Mario Nascimbene award[11]
- 2014 International PAS

## Honores
Cavaliere Ordine al Merito della Repubblica Italiana (2019) para méritos artísticos

## Trabajos
Seleccionó los trabajos incluyen:
- Cardinal Events para B♭ clarinete (2006)
- Ipnagogico[16] para ensemble (2006)
- Toy Box[9] para violín (2008)
- Paesaggi contaminati Para piano cuatro manos, música electrónica y la pintura "Paesaggi contaminati[8]" por Emanuele Gregolin (2017)
- Déjà entendu Para piano (2013)
- Collector et Medicus para coro (2014)
- Singer's murder[3] para percusión (2013)
- Una ripresa dal castello Para flauta @– flauta de Bajos y cello (2007)
- Haurietis Aquas[23][24][25] Para órgano (2018)
- Brise Marine[15][26] para dramático soprano y piano (2016)
- Pater Noster para soprano, alto, tenor y graves (2014)
- L'impronta di una foglia para piano cuatro manos (2016)
- Sul profilo delle onde Para un percussionist (2013)
- Clouds don't care if we fly higher para ensemble (2014)
- Memoriam VII[10] para piano y voz hembra (2010)
- Memoriam para orquesta grande (2012)
- Dita nël lago para violín y guitarra eléctrica (2014)
- No Black No Fashion[27] para piano (2017)
- Eèa[28] Para B♭ clarinete @– clarinete de Bajos  y piano (2015)

## Discografía
Seleccionó los registros incluyen:
- Memoriam, Nuova contemporanea
- Il carillon di Anjezë, BAM international[29]
- Farewell to Airon, BAM international[30]
- No Black No Fashion, BAM international[31]